# Tresterer

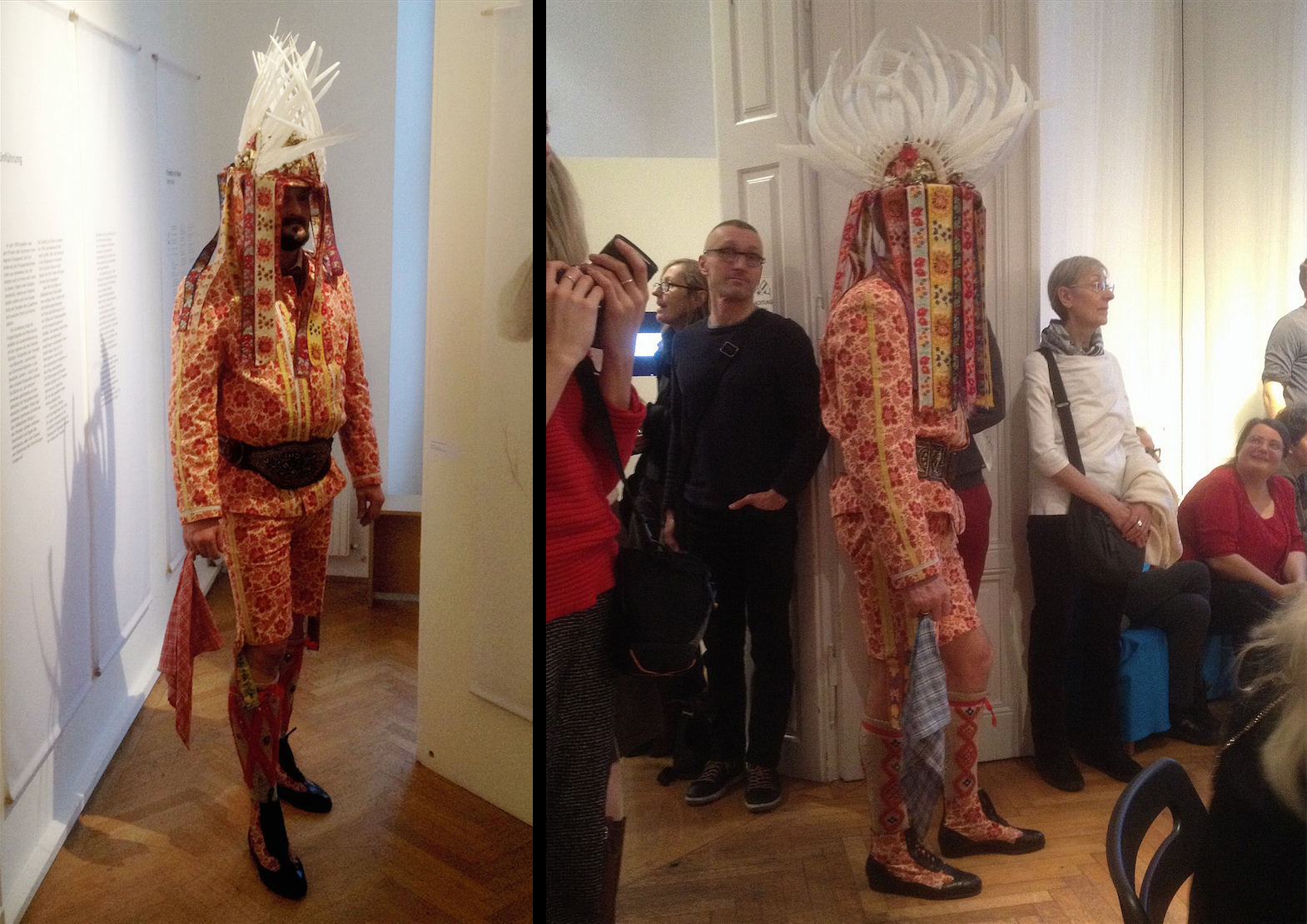
Alpinia-Tresterer im Österreichischen Museum für Volkskunde in Wien am 14. Jänner 2017

Tresterer sind im Salzburger Pinzgau (in Bruck, Saalfelden, Stuhlfelden, Zell am See, Unken) und in der Stadt Salzburg beheimatete Schönperchten, welche schauspielerische und tänzerische Figuren des bayerisch-österreichischen alpenländischen Brauchtums sind.

## Ursprung des Tresterns
Der Trestererbrauch ist 1841 erstmals belegt. Über weiter zurückliegende Ursprünge können nur Vermutungen angestellt werden. Pinzgauer Tresterer gehen davon aus, dass sich das Trestern vom Dreschen des Getreides durch Stampfen mit den Füßen ableitet. Hingegen erklären Volkskundler den Brauch unter anderem mit europäischen Kulturtransfers entlang alter Handelswege. Die von Richard Wolfram und Ulrike Kammerhofer-Aggermann geäußerte Herleitung des Wortes „trestern“ von der Praxis des Most- oder Weinstampfens ist durch keine Quelle belegt.

## Der Brauch
Der Brauch des Tresterns ist seit 1841 belegt und findet hauptsächlich im Pinzgau, genauer Oberpinzgau statt. In der Stadt Salzburg gibt es seit 1911 eine Tresterergruppe, die bis 1988 unabhängig vom Brauchgeschehen nur den Tanz aufführte. Die Gruppen, sie werden als Passen bezeichnet, unterscheiden sich je nach Ort in den Kostümen und haben je nach Ort auch unterschiedliche Begleitfiguren dabei. Gemein ist ihnen der Termin der Abhaltung des Brauchs, welcher am 5. und/oder 6. Jänner stattfindet. Zum Beispiel gehen die Stuhlfeldener Tresterer am 5. Jänner abends jedes Jahr in einem anderen Ortsteil nur zu den Bauernhöfen und am 6. Jänner nachmittags im Ortszentrum. Es kommt aber auch immer wieder vor, dass es Auftritte zu anderen Terminen gibt, besonders früher gab es oft Auftritte bei Trachtenfesten im Sommer oder in der Adventzeit beim Salzburger Adventsingen oder Fernsehsendungen wie Licht ins Dunkel. Eingebunden in einer bestimmten Choreographie der diversen Begleitfiguren stellt der Tanz der Tresterer den eigentlichen Höhepunkt dar. Ein Vorpercht genannter Tänzer betritt den Tanzplatz, nachdem der Hanswurst diesen freimachte (davor wüteten die Schiachperchten und andere Figuren in der Stube), nachdem dieser rhythmisch mit den Schuhen stampft, kommen die restlichen Tresterertänzer dazu und führen einen komplizierten Rundtanz mit Hüpf- und Stampfschritten mit und ohne Musikbegleitung auf. Im Anschluss werden Neujahrswünsche ausgesprochen und meistens auch allen Anwesenden dabei die Hand zum Gruße gereicht. Die Tänzer sind ausschließlich Männer verschiedenen Alters. Der „Pinzgauer Tresterertanz der Salzburger Alpinia“ wurde 2013 vom Immateriellen Kulturerbe der UNESCO ausgezeichnet. Manche Heimatmuseen oder Gemeindeämter stellen unterm Jahr die Kostüme aus, alte Kostüme sind aus konservatorischen Gründen nur noch in Sonderausstellungen zu sehen, zum Beispiel in einer kulturwissenschaftlichen-künstlerischen Reflexion zum Brauch in der Wanderausstellung „Matthias tanzt. Salzburger Tresterer on stage“ im Volkskundemuseum Wien und Volkskunde Museum Monatsschlössl Hellbrunn. Die Kostüme des Salzburg Museums und des Volkskundemuseum Wiens stammen aus der zweiten Hälfte des 19. Jahrhunderts. Das Salzburger Landesinstitut für Volkskunde hat umfassende Forschungsergebnisse in zwei Büchern herausgegeben.
Der Tanz der Schönperchten verheißt für die Bauernfamilien reichen Erntesegen, Fruchtbarkeit, Glück und Gesundheit. Darum sind die Tresterer bei den Bauern stets willkommen. Bevor die Perchten zum nächsten Hof weiterlaufen, werden sie von den Familien zur Jause eingeladen. Dann verschwinden sie wieder im Dunkel der Winternacht.
Die Tresterer werden stets von weiteren Perchten (Begleitfiguren) begleitet, in Zell am See sind es:
- Hanswurst
- Hühnerpercht
- Krapfenschnapper
- Zapfenmandl
- Werchmandl
- Lapp und Lappin
- Schiachperchten
- Habergeiß
- Einsiedler (in Saalfelden)

Der Text, den der Zeller Hanswurst aufsagt, lautet:
Griass Eich Gott, liabe Leit, sad's nur stad und passt's auf,
die Tresterer va Zell mochen ean Lauf.
Als Hanswurst muass i z'erscht a Kreiz nei' schlog'n
dann kinnan die Tresterer ihren Tanz vurtrogn.
Doa tuats von Droad (Getreide) austreten her kemma
und soid ins allen Glück und Segen bringa.
Lopp, Lappin, Zopfn- und Werchmandl
Hobergoassn, Kropfnschnapper, Heanapeacht,
die Schiachen und a poar Musikanten
tan a mit uns umanaunda ziachn.
Und so winscht Eich die Tresterer Pass
fias neiche Joahr an Frieden, an Gsund und an Reim.

## Bedeutende Tresterer
- DANKL, Blasius (* 2. Februar 1846 in Unken; † 21. August 1913 in Lofer) stammt vom Rempichlgut in Unken und verstarb als Kaufmann in Lofer.[8]  Kurz vor seinem Tod gab er den Unkener Tresterer-Tanz an den Pfannhausbauer Martin Fuchs in Unken weiter.
- EDER, Mathias, vulgo „Höller Hias“ (* 11. Dezember 1875 in Uttendorf; † 20. Juni 1949 in Kaprun),[9] wurde am Köttingeinödengut geboren. Als Herbert Lager und Ilka Peter 1939 den Tresterer-Tanz aufzeichneten, konnte der damals 65-jährige Mathias Eder insgesamt 12 Tänze ausführen, obwohl er selbst nie Vorpercht einer Pass war. Eder hat die Tresterer-Tänze gemeinsam mit Alois Neumayr von dessen Großvater Johann Neumayr (Seethal) in Uttendorf erlernt. Eders Vater Peter Eder (* 16. Juli 1839; † 29. Januar 1915)[10] und dessen Vater Balthasar waren beide Perchtenläufer in Uttendorf, nicht aber Tresterer-Tänzer.[11] Die filmischen Aufzeichnungen der von Eder ausgeführten Tänze und Tanzschritte wurden 2014 vor allem durch die künstlerische Arbeit von Thomas Hörl einer breiteren Öffentlichkeit bekannt gemacht und waren eine Vorlage für seine Intervention „Matthias tanzt. Salzburger Tresterer on stage“. Matthias Eder im künstlerischen Video unter Verwendung der historischen Aufnahmen auf dem Blog des Künstlers
- FELLERER, Anton (13. Oktober 1886 in Uttendorf; † 8. April 1953 in Uttendorf) stammt vom Reichersberggut in Uttendorf.[12] Er war Hanswurst der Tresterer Pass in Mittersill und eine wichtige Auskunftsperson zu dieser Rolle für Ilka Peter.[13]
- FUCHS, Martin (* 11. November 1891 in Unken)[14] wurde am Pfannhausgut geboren und lernte um 1912 den Unkener Tresterer-Tanz von dem damals 66-jährigen Blasius Dankl kennen. Er war anschließend Leiter der Tresterer-Pass in Unken.
- MAIER, Georg (* 9. April 1860 in Uttendorf; † 1941 in Piesendorf)[15] (vulgo „Tischler-Jörgäu“) war von 1875 bis 1925 Vorpercht der Tresterer Pass in Piesendorf, die von 1870 bis 1925 bestand.[16] Aus dem Jahr 1880 ist eine Fotografie der Tresterer-Pass Piesendorf mit dem damals 20-jährigen Georg Maier erhalten.
- NEUBAUER, August (1870–1950) war ab 1904 Obmann, 1911 Ehrenvorstand der ALPINIA Salzburg. Auf seine Veranlassung hin wurde der Tresterer-Tanz 1911 ins Vereinsprogramm aufgenommen.[17]
- RUPP, August (Gustl) (* 6. November 1902 in Bludenz; † 12. August 1973 in Salzburg)[18] Ein „Herr Rupp“ brachte Richard Wolfram zwölf Stunden lang die Tresterer-Tänze bei.[19] August (Gustl) Rupp war Plattler, ab 1930 Vorplattler beim Salzburger Gebirgs-Verein Alpinia. 1934 wurde er zum 1. Vorplattler gewählt und verblieb bis mindestens 1939 in dieser Funktion.[20]
- SCHIEDER, Georg, vulgo „Schorsch Schieder“, wurde 1922 in Saalfelden (Ramseiden 7) geboren und fiel 1943 als Soldat.[21] Obwohl Schieder laut Erzählung kein Tresterer war und keiner Tresterer-Pass angehörte, ist er auf einem Foto aus dem Jahr 1939 in demjenigen Tresterer-Kostüm zu sehen, welches wahrscheinlich Alois Neumayr gehörte.[22] Möglicherweise bekam es Ilka Peter von Alois Neumayr geschenkt und sie bat dann den damals 17-jährigen Georg Schieder, dieses für eine Fotografie anzuziehen. Ilka Peter schrieb beim Laböckbauern die Schrittaufzeichnungen ins Reine und berichtet, dass sich Schieder sehr interessiert zeigte, den Tresterer-Tanz zu erlernen. Mathias Eder trug bei den Filmaufnahmen in Wien wahrscheinlich dieses Kostüm von Neumayr, da er selbst keines besaß. Georg Schieders Vater Georg Schider (1873–1951) war der Besitzer des Laböckgutes in Ramseiden bei Saalfelden, in dem Ilka Peter lebenslang Wohnrecht hatte und in dem sie stets ihre Sommerferien verbrachte. Von hier aus besuchte sie mit per Fahrrad die beiden Auskunftspersonen zum Tresterer-Tanz Alois Neumayr in Dorfen bei Saalfelden sowie auch Mathias Eder in Kaprun.

## Tresterer-Passen
- Alpinia Salzburg: Gegründet 1909, dokumentiert ab 1911 (1. Auftritt).
- Bruck an der Glocknerstrasse (Glocknerpass): Gegründet 1997.
- Krimml: Dokumentiert 1894 von Wilhelm Hein, dokumentiert 1909 durch zwei Fotografien von Jurischek.
- Mittersill: Dokumentiert ab 1841 bei Kürsinger in Pirtendorf(?), dokumentiert 1877/78 durch eine Fotografie. War bis in die 1930er Jahre aktiv. Übergabe der Kostüme an die Tresterer-Pass der „Kitzstoana“ in Zell am See.
- Piesendorf: Gegründet 1870, aufgelöst 1925. Dokumentiert anhand einer Fotografie aus dem Jahr 1880.
- Saalfelden: Dokumentiert 1939. Alois Neumayr war Vorpercht in Saalfelden, davor bereits in Zell am See. Neugründung 2017 nach den Aufzeichnungen von Ilka Peter und durch Weitergabe aktiver Tresterer-Tänzer.
- Stuhlfelden: Dokumentiert 1841 bei Kürsinger anhand des Auftritts in einer Bauernstube in Pirtendorf bei Stuhlfelden. Neugründung 1963 anlässlich der 1000-Jahr-Feier, Einstudierung durch Jusef Fuchs nach den Aufzeichnungen von Ilka Peter und den Erinnerungen ehemaliger Perchtentänzer.
- Uttendorf: Alois Neumayr und Mathias Eder studierten den Tresterer-Tanz in Uttendorf ein. Ob es dort eine Pass * Zell am See: Gegründet 1874, dokumentiert ab 1894 durch zwei datierte Fotografien. 1931 Neugründung innerhalb des 1. Pinzgauer Trachtenerhaltungs-Vereins „d'Kitzstoana“, Übernahme der Kostüme der Tresterer-Pass Mittersill. Neugründung 1984 durch Hermann Schmiderer.
- Unken (Sonderform): Gegründet vor 1870, da ab 1871 der Pechtentanz aufgrund der im bayerisch-französischen Krieg gefallenen Perchtentänzer nicht mehr ausgeübt werden konnte. Neugründung 1912 nach den Erinnerungen von Blasius Dankl. Der Tanz unterscheidet sich formal und auch von den Kostümen her deutlich von den anderen Tresterer-Tänzen im Pinzgau.

## Zeitschriftenartikel (chronologisch)
- 1906 Der Perchtentanz. (Mit Illustration.). In: Dillinger’s Reiseführer, 17. Jg./Nr. 1, 1. Jänner 1906, S. 3–4 (ANNO).
- 1909 Die volkstümlichen Vorführungen. In: Salzburger Chronik, 45. Jg./Nr. 216, 23. September 1909, S. 3 (ANNO).
- 1911 Der Ball der „Alpinia“. In: Salzburger Volksblatt, 41. Jg./Nr. 47, 27. Februar 1911, S. 6 (1. Auftritt der Alpinia-Tresterer;  ANNO).
- 1911 Großes Perchtenfest in Badgastein. In: Salzburger Volksblatt, 41. Jg./Nr. 147, 2. Juli 1911, S. 6c (ANNO).
- 1911 (Perchtenlaufen.). In: Grazer Tagblatt, 21.  Jg./Nr. 185, 6. Juli 1911, S. 3a (ANNO).
- 1911 (Aus Kurorten und Sommerfrischen.). In: (Linzer) Tages-Post, 47. Jg./Nr. 153, 7. Juli 1911, S. 5b-c.
- 1911 Großes Perchtenfest in Badgastein. In: Volksfreund, XXII. Jg./Nr. 27, 8. Juli 1911, S. 2c.
- 1911 (Perchtenlauf in Badgastein.). In: Innsbrucker Nachrichten, Jg. 1911/Nr. 160, 15. Juli 1911, S. 18b (uibk.ac.at).
- 1911 Badgastein. In: Der Fremdenverkehr, IV. Jg./Nr. 29, [Wien] 16. Juli 1911, S. 13b-14a.
- 1911 Tagung für Denkmalpflege und Heimatschutz. In: Salzburger Volksblatt, 41. Jg./Nr.  211, 17. September 1911, S. 7b–8a (2. Auftritt der Alpinia-Tresterer; ANNO).
- 1912 Das Volkstrachtenfest. In: Salzburger Wacht, 13. Jg./Nr. 175, 5. August 1912, S. 5 (Auftritt der Alpinia-Tresterer; ANNO).
- 1922 Heimatbrauch und Heimatspiel. In: Österreichische Gebirgs- und Volks-Trachten-Zeitung, 5. Jg./Nr. 4, 15. April 1922, S. 2a (ANNO).
- 1926 Die große Salzburger Bauernhochzeit. In: Salzburger Chronik, 62. Jg./Nr. 210, 13. September 1926, S. 3-4 (ANNO).
- 1926 (Große Salzburger Bauernhochzeit.). In: (Linzer) Tages-Post, 62. Jg./Nr. 212, 14. September 1926, S. 5c–6a (ANNO).
- 1926 Aus den Verbänden. Salzburger Landestrachten=Verband. Aufführung im Festspielhause Salzburg. In: Österreichische Gebirgs- und Volks-Trachten-Zeitung, 8. Jg./Nr. 19, 1. Oktober 1926, S. 2-3 (ANNO).
- 1927 ’s geht um! Faschingsbräuche und Faschingsgeister auf dem Lande. In: Volkspost, 9. Jg./Nr. 3, 15. Januar 1927, S. 5.
- 1927 Quer durch Österreich. Fastnachtspiele in Österreich. Dr. Adelgard Perkmann des Museums für Volkskunde. Zum Vortrag am Donnerstag, den 24. Februar und Abb. 3 [recte: Abb. 8]. Tresterer Tänzer (Pinzgau, Salzburg). In: Radio Wien, Nr. 21, 21. bis 27. Februar 1927, S. 27 und S. 28 [hier: Bildunterschrift vertauscht!].
- 1928 Volkstümliche Masken in Gegenwart und Vergangenheit. Dr. Adelheid Perkmann des Museums für Volkskunde. In: Radio Wien, 4. Jg./Nr. 20, 13. bis 19. Februar 1928, S. [40], Abb. mit  Tresterer Tänzer, Salzburg, Pinzgau.
- 1928 Alpha Omega: Faschingsumzüge als Fruchtarkeitszauber. In: Arbeiter Zeitung, 41. Jg./ Nr. 56, [Wien] 19. Februar 1928, S. 17.
- 1930 Eduard Weinkopf: Faschingsbräuche in Österreich. In: Wiener Zeitung, 227. Jg./Nr. 51, 2. März 1930, S, S. 1–2.
- 1930 Das Heimatfest in Saalfelden. In: Salzburger Volksblatt, 60. Jg./Nr. 195, 26. August 1930, S. 7-8 (ANNO).
- 1930 Das Heimatfest in Saalfelden. In: Allgemeiner Tiroler Anzeiger, 23. Jg./Nr. 197, 28. August 1930, S. 3.
- 1931 Die Perchten kommen!. In: Salzburger Volksblatt, 61. Jg./Nr. 166, 23. Juli 1931, S. 7 (ANNO).
- 1931 Das Salzburger Landes=Trachtenfest. In: Salzburger Volksblatt, 61. Jg./Nr. 177, 5. August 1931, S. 6 (ANNO).
- 1931 Das Trachtenfest in Salzburg. In: Salzburger Chronik, 67. Jg./Nr. 185, 14. August 1931, S. 4 (ANNO).
- 1931 Das Landes=Trachtenfest in Salzburg. In: Salzburger Volksblatt, 61. Jg./Nr. 185, 14. August 1931, S. 14 (ANNO).
- 1931 Salzburger Landesverbands=Trachtenfest. In: (Linzer) Tages-Post, 67. Jg./Nr. 188, 18. August 1931, S. 3.
- 1933 Zum großen Trachtenfest in Salzburg. In: Salzburger Chronik, 69. Jg./Nr. 196, 26. August 1933, S. 4 (ANNO).
- 1933 Zum Reichsvebands=Fest am 26. August 1933. In: Österreichische Gebirgs- und Volks-Trachten-Zeitung, 15. Jg./Nr. 10, 1. Oktober 1933, S. 74a (ANNO).
- 1936 Der Pinzgauer Perchtentanz oder ‚Tresterer’. In: Salzburger Chronik, 72. Jg./Nr. 38, 15. Februar 1936, S. 8c (ANNO).
- 1936 Der Pinzgauer Perchtentanz oder „Tresterer“. In: Salzburger Volksblatt, 66. Jg./Folge 38, 15./16. Februar 1936, S. 6 (ANNO).
- 1936 Der Heimattag in Lofer. In: Salzburger Chronik, 72. Jg./Nr. 166, 22. Juli 1936, S. 5a (ANNO).
- 1936 Lofer (Der Heimattag). In: Salzburger Volksblatt, 66. Jg./Folge 166, 22. Juli 1936, S. 8c (ANNO).
- 1936 Lofer!. In: Österreichische Gebirgs- und Volks-Trachten-Zeitung, Vorarlberger Nummer/Nr. 9, 1. September 1936, S. 75.
- 2013 Schnalzer, Tresterer, Klöppler zu UNESCO-Kulturerbe ernannt. In: Salzburger Volkszeitung, 7. Juni 2013, S. 7.
- 2021 Helmut Eberhart: Salzburger Tresterer „forever on stage“?, in: Österreichische Zeitschrift für Volkskunde (ÖZV), LXXV/124, 2021, Heft 2, S. 385–395 (Rezension zu S. Vötter-Dankl, Chr. Vötter: Schönperchten – Pinzgauer Tresterer. Dokumentation eines Brauches in Geschichte und Gegenwart, 2020).